# Porte Furba
Pour l’article homonyme, voir Porta Furba - Quadraro (métro de Rome) pour la station du métro de Rome.
La Porte Furba (arc de Sixte V) est un arc formé à la jonction entre l'aqueduc Felice et la via Tuscolana, à proximité du quartier Quadraro à Rome.

## Histoire
L'oeuvre a été effectuée sous le pontificat de Sixte V (Felice Peretti) en 1585, le pape souhaitant entreprendre la construction d'un nouvel aqueduc (il Felice) afin de résoudre des problèmes d'approvisionnement en eau existant à Rome à cette période.
L'origine du nom de Porta Furba reste incertaine. Certains pensent que le nom est originaire d'une altération du mot "forma", qui, au Moyen Age était utilisé pour désigner les aqueducs, comme ils sont appelés dans la charte de Eufrosino de Volpaia de 1547.

## Le style
La voûte est couverte de blocs de pépérin et de tuf.
La clé de voûte, la ligne de l'arc et les cadres des inscriptions sont en travertin.
Les inscriptions sont sculptées sur Marbre, et célèbrent la construction de l'aqueduc.

## La fontaine de Clément XII
À côté de la porte, se trouve la fontaine de Clément XII. Initialement construite par le pape Sixte V en même temps que l'aqueduc Felice, elle a été restaurée et agrandie en 1733, peut-être par Luigi Vanvitelli, architecte de Clément XII. La fontaine (autrefois appelée “fontana bella”) est construite en travertin et repose sur un mur, et est délimitée par des dalles de marbre. En haut se trouve le blason papal, sous lequel il y a une inscription qui fait référence à la restauration de l'aqueduc:
Une restitution ultérieure a été effectuée en 1897, par la Municipalité de Rome.

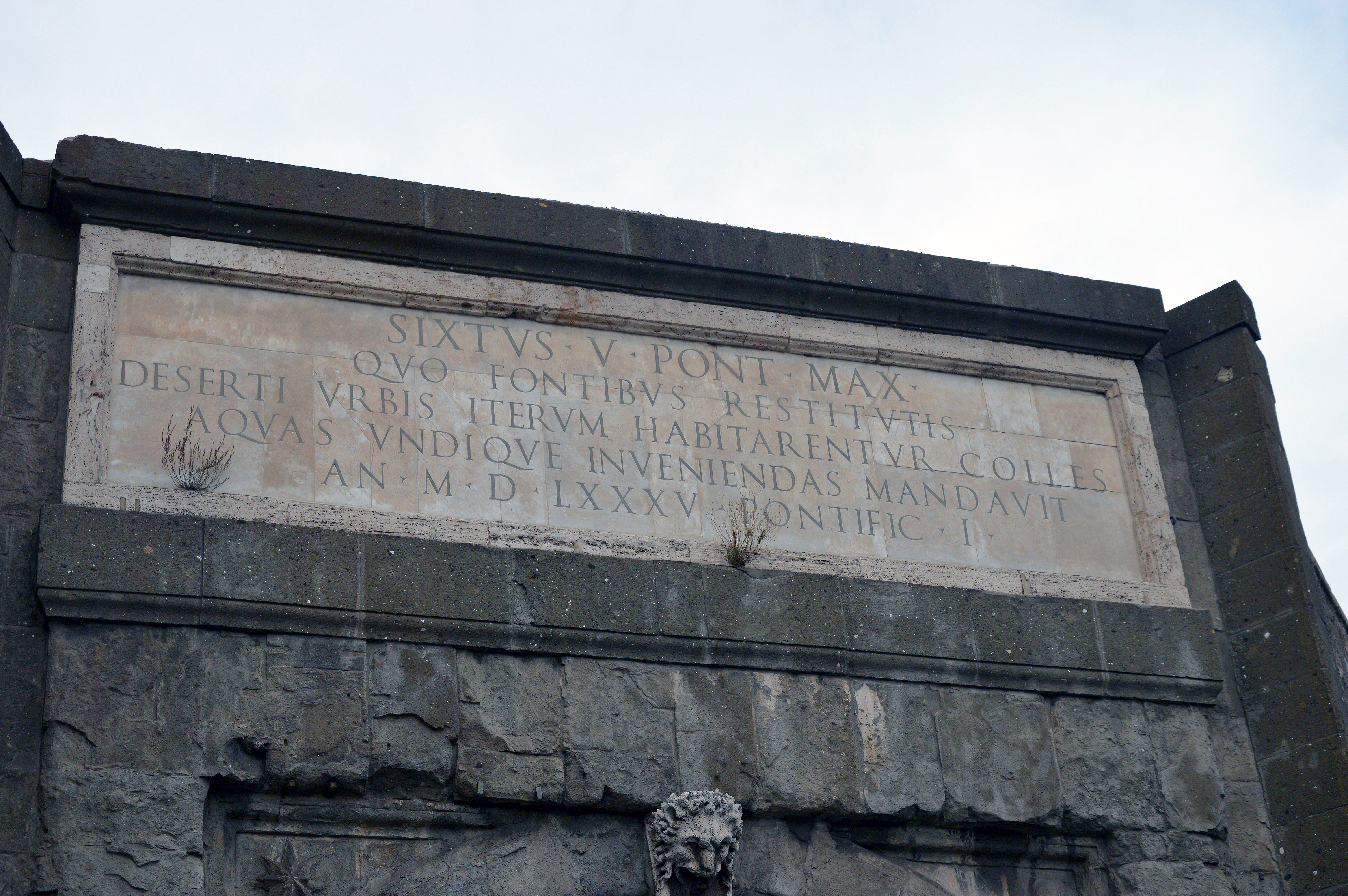
L'inscription sur un côté de l'arc
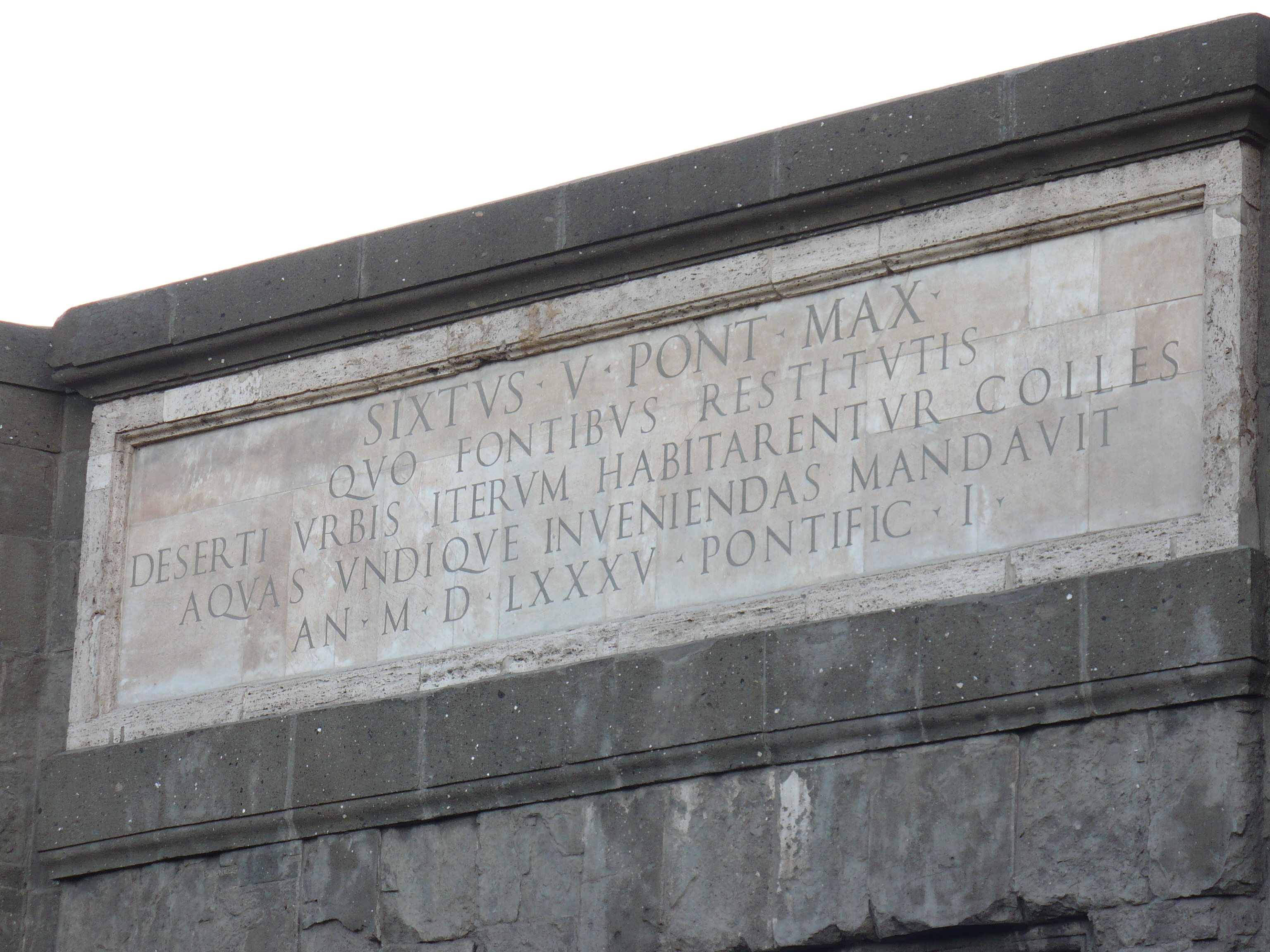
L'inscription de l'autre côté de l'arc
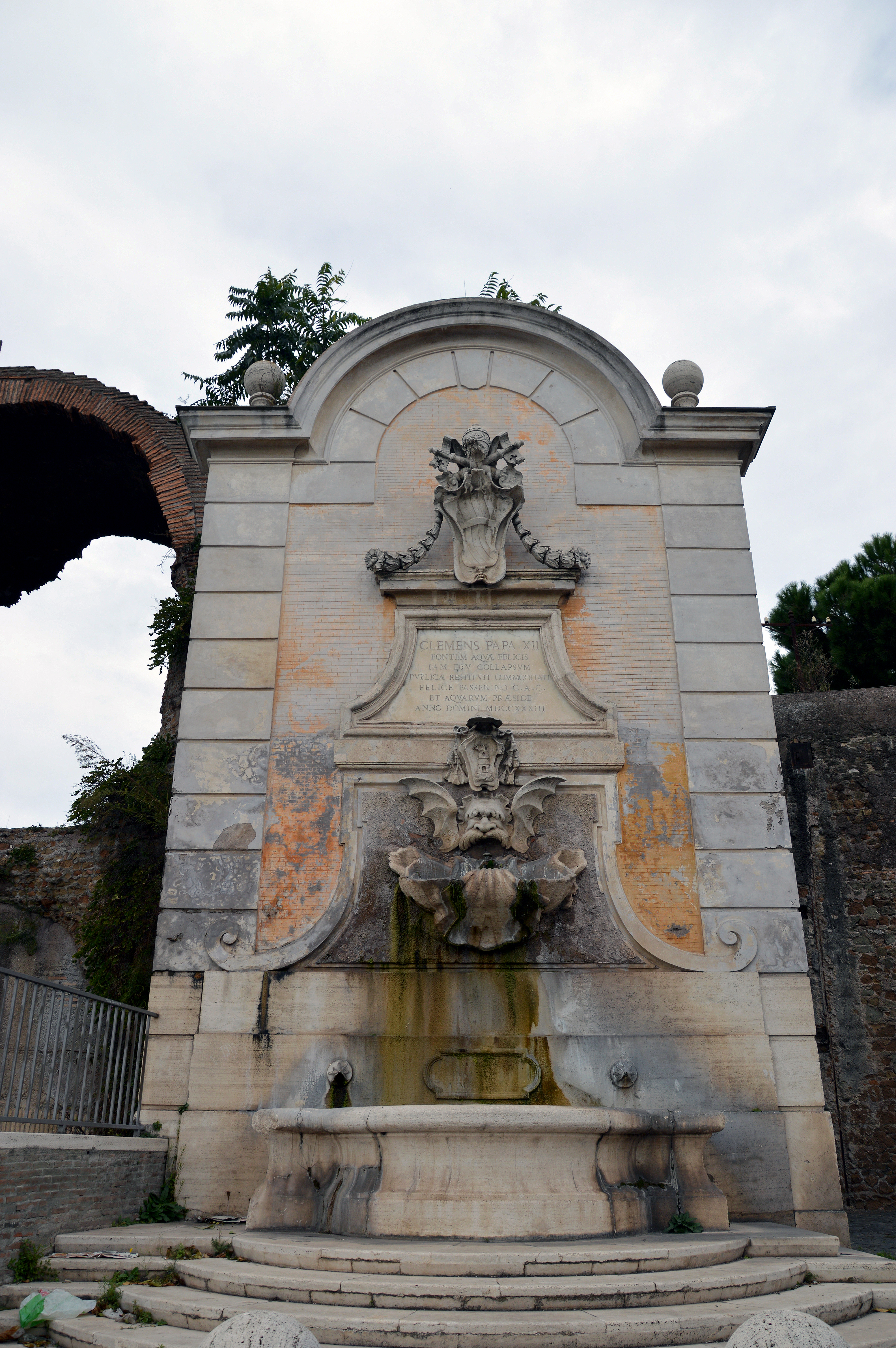
Fontaine de Clément XII